# 바이엔시

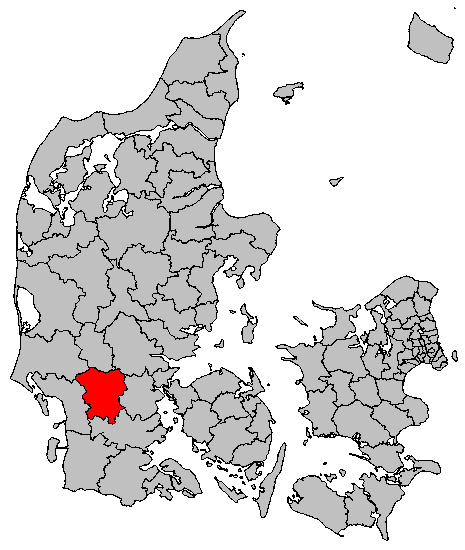
바이엔 시의 위치

바이엔시(덴마크어: Vejen Kommune)는 덴마크 남덴마크 지역에 위치한 지방 자치체로 행정 중심지는 바이엔이며 면적은 817km2, 인구는 42,447명(2008년 기준)이다. 윌란반도 남부에 위치한다.